# فرانك ماير (صحفي)
فرانك ماير (و. 1944  م) هو صحفي، وسياسي سويسري، ولد في بيال/بيان.

## جوائز
حصل على جوائز منها:

وسام الصليب من رتبة استحقاق من جمهورية ألمانيا الاتحادية

## وصلات خارجية
- فرانك ماير على موقع IMDb (الإنجليزية)
- فرانك ماير في قاعدة بيانات الأفلام على الإنترنت